# Shikumen
Shikumen és un estil d'arquitectura de Xangai tradicional que combina elements xinesos i occidentals sorgit durant la dècada de 1860. És un estil de construcció per a habitar-hi.
Els shikumen consisteixen un edificacions formades per patis posteriors i anteriors rodejats de murs amb un edifici separant-los. La porta davantera del pati davanter és anomenat shikumen i està emmarcada en pedra en forma d'arc de mig punt o d'ar. Quan s'ajunten els edificis shikumens, es crea un carreró (anomenat lilong o lontang).

## Història
En la dècada de 1860 es van construir edificis de l'edifici shikumen. La Rebel·lió Taiping ocorreguda a la meitat del segle xix produí que hi haguera una onada de persones que es desplaçaren a Xangai. Els constructors locals construïren els shikumen pensant en un ús unifamiliar per a terratinents i comerciants desplaçats. Des de 1900, els ocupants d'aquestes vivendes foren sobretot persones pobres. Els costums d'aquestes gents eren fer vida als patis, havent-ne molts que cuinaven a l'aire lliure.
En èpoques de pobresa i opressió, es compartia als patis el combustible i l'aliment. Durant la Revolució Cultural, el sistema d'espionatge veïnal fracassà als shikumens perquè els habitants es negaven a informar si podien evitar-ho. Açò donava lloc a un comunisme de supervivència practicat als màrgens del comunisme oficial.
El Pla Voisin (pla de construcció de gratacels), iniciat en la dècada de 1990, implicà la demolició de les construccions shikumen. Açò és, l'era posterior a Deng es va centrar a posar fi a la vida col·lectiva (inclosos els shikumen).
Les conseqüències de la implantació de l'estil de vida individual per la supressió de l'estil de vida col·lectiu que permitia els shikumen i estructures similars, van provocar l'aïllament social: negligència en l'atenció a la gent gran, augment dels fenòmens de la depressió, delinqüència juvenil i suïcidis.
El 2004, els planificadors i els residents es replantejaren l'acció urbanísitca que s'havia estat fent amb els gratacels. Aquesta situació donà un impuls a la renovació dels shikumen. Els elements tradicionals dels shikumen (com són els cadenats tradicionals) es van mantindre com a símbols, sent substituïts funcionalment per contorls d'entrada i eixida electrònics. Els shikumen foren poblats per gent rondant la vintena d'anys que participa en la gentrificació de Xangai, substituint als antics habitants pobres. Aquesta gentrificació va provocada per la influència de les idees de l'urbanista Richard Florida que, aplicades al shikumen, veien en aquesta estructura un espai comú per al desenvolupament d'una economia creativa.